# Slanke bremnetwants
De slanke bremnetwants (Dictyonota fuliginosa) is een wants uit de familie van de Tingidae (netwantsen). De soort werd het eerst wetenschappelijk beschreven door Achille Costa in 1853.

## Uiterlijk
Net als de andere netwantsen hebben de vleugels van deze wants een fijnmazig netwerkpatroon van aders. De wants is altijd langvleugelig en kan 3,5 tot 5 mm lang worden. De twee Dictyonota-soorten in Nederland hebben donkere vlekken op de aders van de vleugels en een halsschild met een randveld dat iets naar voren gebogen is. De antennes zijn enigszins behaard maar niet zo sterk als bij bodemnetwants (Kalama tricornis). De twee Dictyonota-soorten in Nederland zijn van elkaar te onderscheiden door te kijken naar de vorm van het halsschild en de kleur van de antennes, bij de brede bremnetwants (Dictyonota strichnocera) zijn het tweede en derde antennesegment niet geelbruin maar donkerbruin tot zwart.    

## Leefwijze
De soort kent één generatie per jaar en de imagines kunnen van juni tot oktober gevonden worden en de nimfen voornamelijk in juni en juli. De waardplant voor de soort is brem  (Cytisus scoparius) en de wants is te vinden langs bosranden en op heidevelden waar ze een voorkeur hebben voor oudere bremstruiken. De vrouwtjes zetten de eitjes af in de stengels van de waardplant die pas na de winter uitkomen.

## Leefgebied
De soort komt voor in West- en Midden-Europa, tot aan Spanje en Portugal en is inmiddels ook geïntroduceerd in Canada. De wants is vrij algemeen op de zandgronden van Midden- en Zuidoost-Nederland. 